# Liste der Naturdenkmale in Oberriexingen
| Naturdenkmale | Anzahl |
| ------------- | ------ |
| FND           | 11     |
| END           | 2      |
| Gesamt        | 13     |

Die Liste der Naturdenkmale in Oberriexingen nennt die verordneten Naturdenkmale (ND) der im baden-württembergischen Landkreis Ludwigsburg liegenden Stadt Oberriexingen. In Oberriexingen gibt es insgesamt 13 als Naturdenkmal geschützte Objekte, davon elf flächenhafte Naturdenkmale (FND) und zwei Einzelgebilde-Naturdenkmale (END).

## Flächenhafte Naturdenkmale (FND)
| Name                                                               | Bild | Kennung     | Einzelheiten | Position | Fläche Hektar | Datum |
| ------------------------------------------------------------------ | ---- | ----------- | --- | -------- | ------------- | ----- |
| Auewald u. Feuchtgebiet "Hagelwert"                                | BW   | 81180590007 | Der als Naturdenkmal geschützte Wald liegt östlich der Gemeinde direkt an der Enz.                                                                                            | ⊙        | 3,6           | 1989  |
| Ehemaliger Steinbruch mit Gehölzgruppe                             | BW   | 81180590010 | Im Westen der Gemeinde liegendes Naturdenkmal das direkt an das Naturdenkmal Feldgehölz "Ballenhardter" angrenzt.                                                             | ⊙        | 0,4           | 1989  |
| Ehemaliges Steinbrüchle am "Reutweg"                               | BW   | 81180590003 | | ⊙        | 0,2           | 1989  |
| Feldgehölz "Ballenhardter"                                         | BW   | 81180730037 | Das gleich neben dem Naturdenkmal Ehemaliger Steinbruch mit Gehölzgruppe liegende Gebiet befindet sich mit 0,4 ha auf Oberriexinger, mit 0,5 ha auf Vaihinger Gemeindegebiet. | ⊙        | 0,9           | 1989  |
| Feldgehölz "Bruch"                                                 | BW   | 81180590002 | Nördlich der Gemeinde, zwischen den Höfen und wie das ND Wolfstall-Heide im Landschaftsschutzgebiet Wolfställen liegendes Naturdenkmal.                                       | ⊙        | 0,7           | 1989  |
| Feldgehölz und Magerwiesen im Gewann Dauseck                       | BW   | 81180590009 | Im Süden des Gemeindegebiets liegendes Naturdenkmal. Es grenzt direkt an das Markgröninger Naturdenkmal Pflanzenstandort "Dauseck".                                           | ⊙        | 0,7           | 1989  |
| Gehölzgruppen, Feuchtgebiete und Quellen mit Tümpel im Gewann Reut | BW   | 81180590004 | Zweiteiliges Naturdenkmal im Osten von Oberriexingen. | ⊙        | 0,6           | 1989  |
| Hohlweg und Feldgehölz am "Mühlrain"                               | BW   | 81180590006 | Im Osten der Gemeinde liegendes Naturdenkmal, welches an das Markgröninger Naturdenkmal Hohlwege und Feldgehölze im "Mühlrain" grenzt.                                        | ⊙        | 1,2           | 1989  |
| Quelle und Feuchtgebiet "Mühlbrunnen"                              | BW   | 81180590008 | Sich rund 500 Meter entlang der Kreisstraße nach Unterriexingen ziehendes schmales Naturdenkmal.                                                                              | ⊙        | 0,8           | 1989  |
| Sukzessionsfläche und Tümpel "Ob dem Hart"                         |      | 81180590011 | Im Nordosten Oberriexingen liegendes Naturdenkmal. Grenzt östlich davon an das Sachsenheimer Naturdenkmal Sukzessionsfläche Krähwinkel.                                       | ⊙        | 3,8           | 1993  |
| Wolfstall-Heide                                                    | BW   | 81180590001 | Das Naturdenkmal liegt nördlich der Gemeinde im Landschaftsschutzgebiet Wolfställen wie auch das ND Feldgehölz "Bruch".                                                       | ⊙        | 1,2           | 1993  |
| Legende für Naturdenkmal                                           |      |             | |          |               |       |

## Einzelgebilde (END)
| Name                     | Bild | Kennung     | Einzelheiten | Position | Fläche Hektar | Datum |
| ------------------------ | ---- | ----------- | --- | -------- | ------------- | ----- |
| 1 Birnbaum               | BW   | 81180590005 | Ein einzelner als Naturdenkmal verordneter Birnbaum im Osten der Gemeinde an der Kreisstraße nach Großsachsenheim. | ⊙        | 0             | 1989  |
| 2 Feldahorn              | BW   | 81180590012 | | ⊙        | 0             | 1993  |
| Legende für Naturdenkmal |      |             | |          |               |       |